# Annaberg-Lungötz
Annaberg-Lungötz é um município da Áustria, situado no distrito de Hallein, no estado de Salzburgo. Tem 60,89 km² de área e sua população em 2019 foi estimada em 2.220 habitantes.